# Merowie Paryża
Lista merów Paryża:
|                                             | Imię i nazwisko               | Okres urzędowania                        | Partia | Republika | Uwagi      |
| ------------------------------------------- | ----------------------------- | ---------------------------------------- | ------ | --------- | ---------- |
|                                             | Jean Sylvain Bailly           | 15 lipca 1789 – 18 listopada 1791        |        | -         |            |
|                                             | Jérôme Pétion de Villeneuve   | 18 listopada 1791 – 15 października 1792 |        | I         |            |
|                                             | Philibert Borie               | 7–13 lipca 1792                          |        | I         | tymczasowo |
|                                             | René Boucher                  | 15 października – 2 grudnia 1792         |        | I         | tymczasowo |
|                                             | Henri Lefèvre d’Ormesson      | 21 listopada 1792                        |        | I         | odrzucony  |
|                                             | Nicolas Chambon               | 1 grudnia 1792 – 4 lutego 1793           |        | I         |            |
|                                             | Jean Nicolas Pache            | 14 lutego 1793 – 10 maja 1794            |        | I         |            |
|                                             | Jean-Baptiste Fleuriot-Lescot | 10 maja 1794 – 28 lipca 1794             |        | I         |            |
| 1794-1848: funkcja mera Paryża nie istniała |                               |                                          |        |           |            |
|                                             | Louis-Antoine Garnier-Pages   | 24 lutego 1848 – 5 marca 1848            |        | II        |            |
|                                             | Armand Marrast                | 9 marca 1848 – 19 lipca 1848             |        | II        |            |
| 1848-1870: funkcja mera Paryża nie istniała |                               |                                          |        |           |            |
|                                             | Étienne Arago                 | 4 września 1870 – 15 listopada 1870      |        | III       |            |
|                                             | Jules Ferry                   | 15 listopada 1870 – 5 czerwca 1871       |        | III       |            |
| 1871-1977: funkcja mera Paryża nie istnieje |                               |                                          |        |           |            |
|                                             | Jacques Chirac                | 20 marca 1977 – 16 maja 1995             | RPR    | V         |            |
|                                             | Jean Tiberi                   | 22 maja 1995 – 24 marca 2001             | RPR    | V         |            |
|                                             | Bertrand Delanoë              | od 25 marca 2001 – 5 kwietnia 2014       | PS     | V         |            |
|                                             | Anne Hidalgo                  | od 5 kwietnia 2014                       | PS     | V         |            |